# حي طويق
حي طويق هو أحد الاحياء التابعة لـ بلدية نمار من مدينة الرياض السعودية. 

## أهم معالمه
1. الجسر المعلق (الرياض)
2. أسواق القرية الشعبية
3. منتزه الدوح
4. نزلة الجدية
5. حدائق الملك عبد الله العالمية
6. نادي النصر
7. شركة كهرباء منطقة الرياض
8. قسم شرطة طويق
9. واحة الأمير سلمان للعلوم